# Propylea quatuordecimpunctata
Espèce
Propylea quatuordecimpunctata, la coccinelle à damier, est une espèce d'insectes coléoptères, une petite coccinelle présente en Europe. Elle est parfois appelée coccinelle à 14 points.

## Description
Cette espèce mesure de 3,5 à 4,5 mm et présente une grande variété de formes. La couleur dominante va du jaune crème à l'orange léger, mais pas rouge. Les élytres montrent rarement 14 points séparés (les 14 points noirs rectangulaires qui lui valent le nom de coccinelle à damier) ; généralement plusieurs points fusionnent en de larges marques.
Le pronotum est blanchâtre à jaune pâle, avec quatre à huit points noirs. Les antennes et les pattes sont jaune-marron.

## Distribution
Propylea quatuordecimpunctata fréquente l'Europe et l'Asie. Cette espèce est invasive aux États-Unis.

## Habitat
Ces insectes vivent des plaines aux zones de moyenne montagne. On les trouve sur des arbres à feuilles caduques, sur des herbacées, dans les prairies, les champs, les forêts et les jardins et parcs.

## Cycle de vie
Une femelle pond environ 400 œufs. Ce qui est nécessaire compte tenu du taux de mortalité important chez les larves. Cette espèce hiverne deux fois.

## Sous-espèces
- Propylea quatuordecimpunctata suturalis Weise, 1879
- Propylea quatuordecimpunctata weisei Mader, 1931
- Propylea quatuordecimpunctata pedemontana Della Beffa, 1913
- Propylea quatuordecimpunctata frivaldskyi Sajo, 1882
- Propylea quatuordecimpunctata pannonica Sajo, 1882
- Propylea quatuordecimpunctata moravica Walter, 1882
- Propylea quatuordecimpunctata perlata Weise, 1879

## Galerie

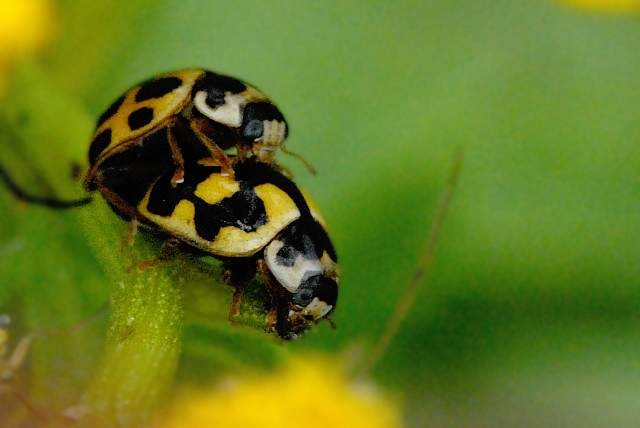
Accouplement (Commanster, Ardennes belges)
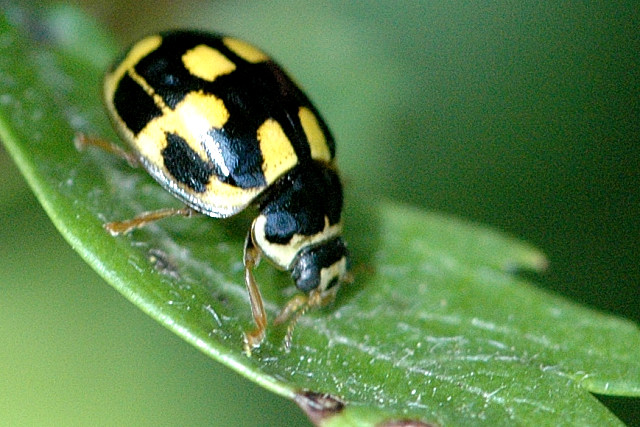
(Commanster, Ardennes belges)
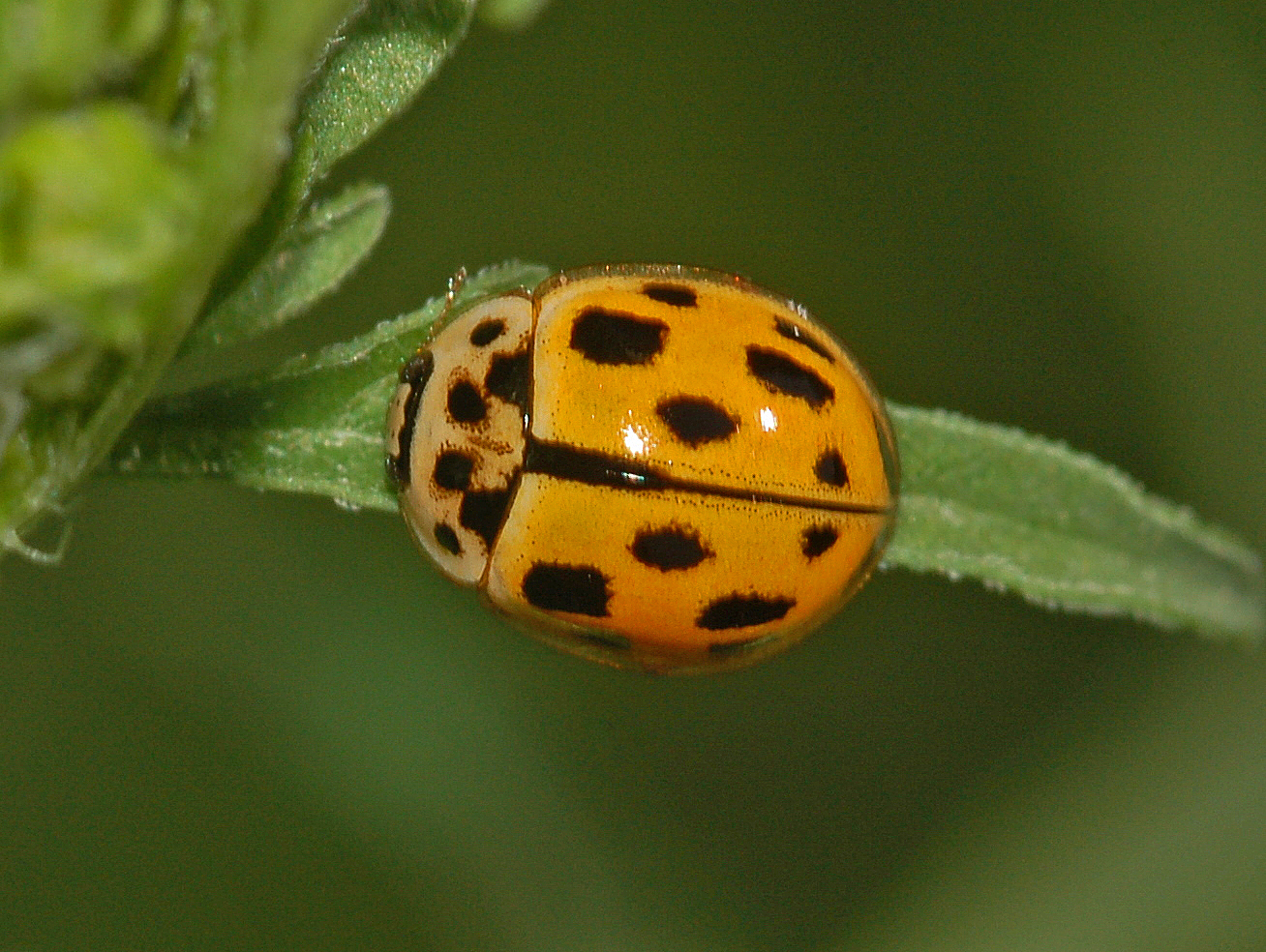
Propylea quatuordecimpunctata variante jaune
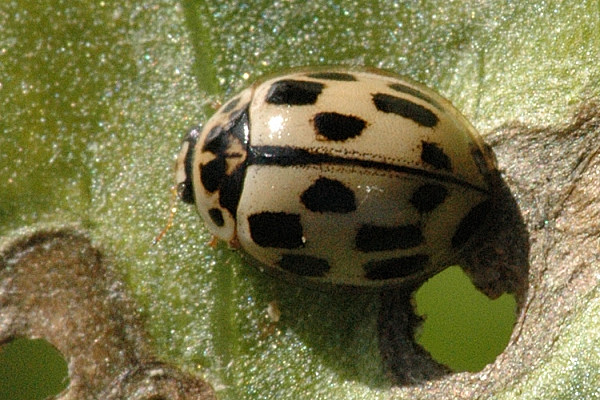
Propylea quatuordecimpunctata variante claire
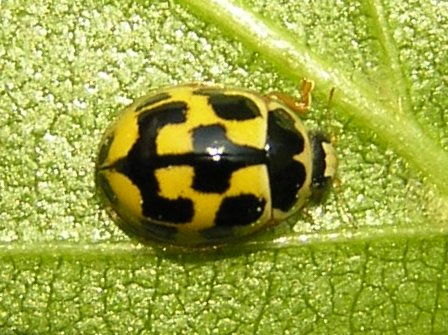
Propylea quatuordecimpunctata
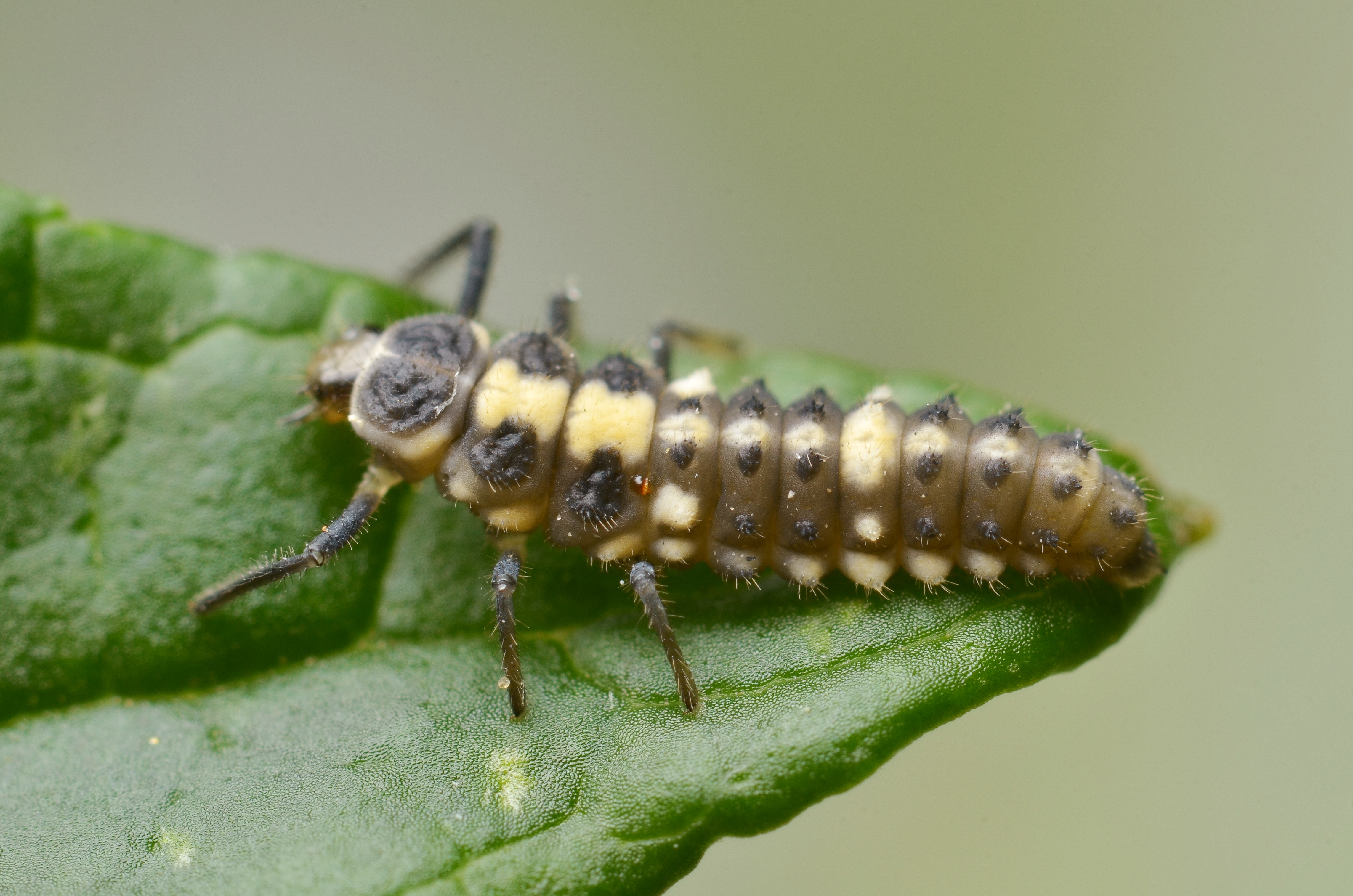
Propylea quatuordecimpunctata larve
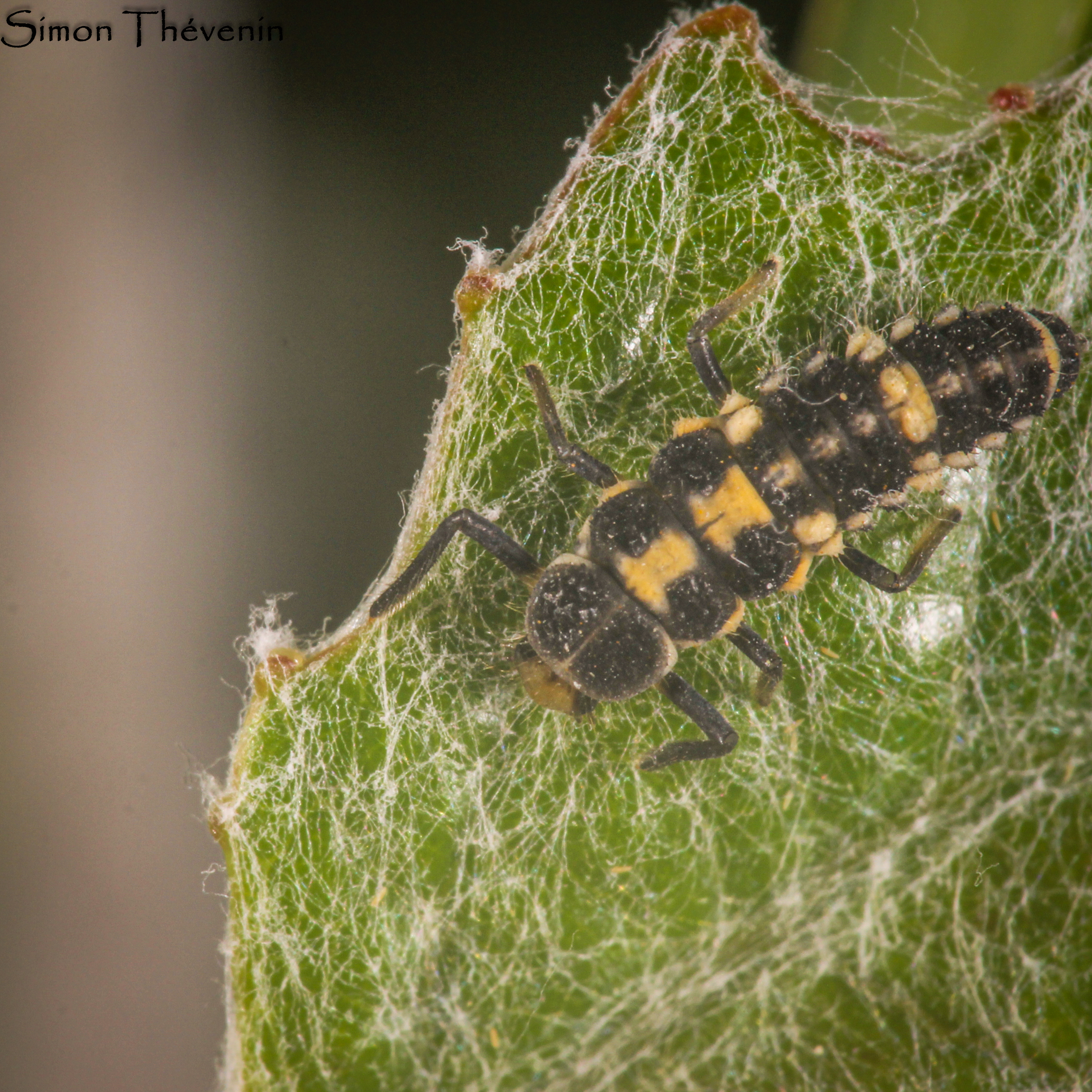
Autre pattern de la larve